# Aunay-sur-Odon
Pour les articles homonymes, voir Aunay et Odon.

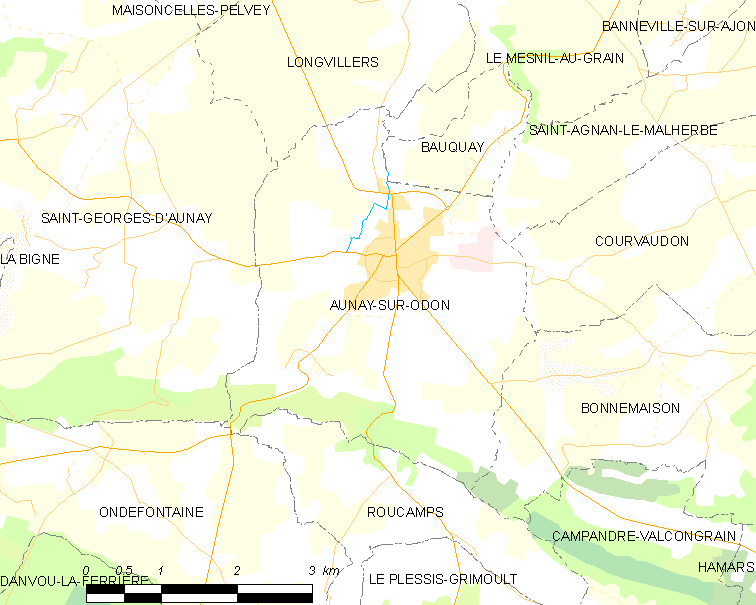

Aunay-sur-Odon est une ancienne commune française, située dans le département du Calvados en région Normandie, qui a fusionné avec ses voisines pour former, le 1er janvier 2017, la commune nouvelle des Monts d'Aunay.

## Géographie
La commune est au pied des premières hauteurs du Massif armoricain, sur l'Odon, à quelques kilomètres de sa source. Elle est en Pré-Bocage, que l'atlas des paysages définit comme un pays « de transition entre la campagne découverte caennaise et les hauteurs embocagées du synclinal bocain », relief du nord du Bocage virois auquel on la rattache également. L'atlas des paysages classe la partie boisée en limite sud sur le synclinal bocain.
Située à l'intersection de plusieurs routes départementales, l'agglomération est à 8 km au sud de Villers-Bocage, à 30 km au sud-ouest de Caen et à 31 km au nord-est de Vire. La D 8 mène à Bauquay et à Caen au nord-est. La D 6 relie Aunay à Villers-Bocage au nord et à Thury-Harcourt à l'est. La D 54 rejoint Cahagnes et Caumont-l'Éventé au nord-ouest et Roucamps, Le Plessis-Grimoult et Condé-sur-Noireau au sud. La D 26 mène à Vire par Danvou-la-Ferrière et Estry au sud-ouest. D'autres départementales plus secondaires desservent les bourgs proches de Courvaudon, Bonnemaison, La Bigne, Longvillers et différents lieux-dits.
Aunay-sur-Odon est dans le bassin de l'Orne, par son affluent l'Odon qui traverse le territoire de l'ouest au nord, peu en aval de sa source située sur la commune d'Ondefontaine voisine. Les eaux sont collectées vers celui-ci par plusieurs petits affluents dont la Douvette qui marque la limite avec Courvaudon à l'est et le ruisseau du Val Boquet en limite nord-ouest.

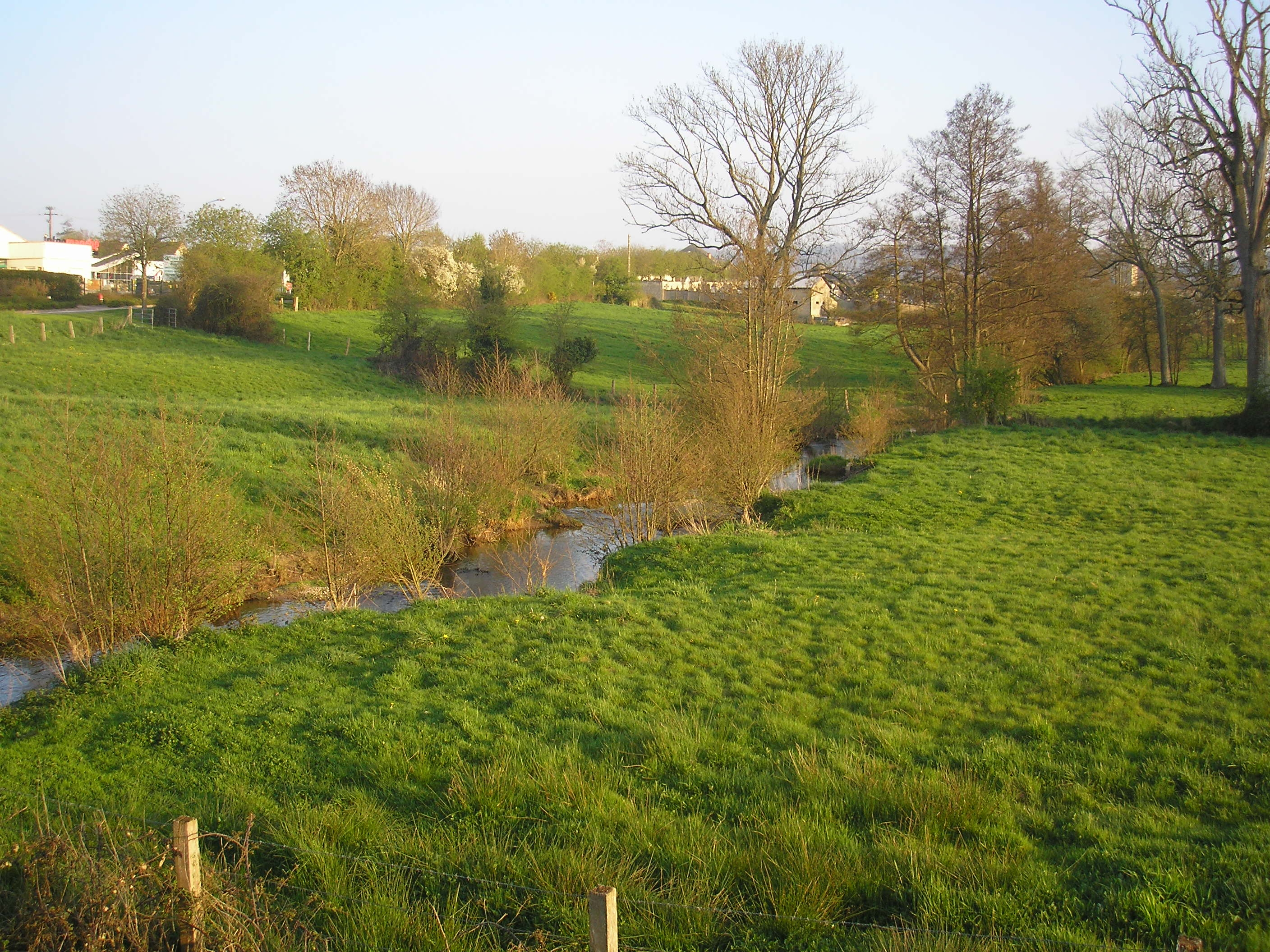
L'Odon à Aunay.

Le point culminant (307 / 310 m) se situe au sud, sur la limite avec Roucamps, dans le bois dominant le lieu-dit le Pied de la Bruyère. Le point le plus bas (98 m) correspond à la sortie de l'Odon du territoire, au nord. La commune est urbaine sur environ un huitième du territoire, boisée sur toute la limite sud et bocagère sur le reste.
Le climat est océanique, comme dans tout l'Ouest de la France. La station météorologique la plus proche est Caen-Carpiquet, à 23 km. Le Pré-Bocage s'en différencie toutefois pour la pluviométrie annuelle qui, à Aunay-sur-Odon, avoisine les 950 mm.
Les principaux lieux-dits sont, du nord-ouest à l'ouest, dans le sens horaire : les Malais, la Grande Coquerie, le Château, le Moulin d'Aunay (au nord), le Maupas, les Marfins, la Faucterie, la Closerie, le Bourg, le Nid de Pie, le Hamel ès Bas, la Pallière (à l'est), la Gendrerie, Noire Nuit, la Petite Coquerie, Courtilbert, le Hamel aux Gabrieux, le Pied de la Bruyère, le Clos Fainéant, le Petit Pied du Bois (au sud), Ferme des Bouillons, les Vergers, la Bénardière, la Grêlerie, la Roguerie, le Hamel aux Prêtres, la Cour Vatel, Sous le Bosq, le Pied du Bois , le Petit Hamel, la Garenne, l'Abbaye (à l'ouest), le Breuil, la Planche Bourgeon, la Tannerie et les Peupliers.
| Longvillers Seulline (comm. dél. de Saint-Georges-d'Aunay) | Longvillers, Le Mesnil-au-Grain, Bauquay | Bauquay Malherbe-sur-Ajon (comm. dél. de Saint-Agnan-le-Malherbe) |
| Seulline (comm. dél. de Saint-Georges-d'Aunay)             | Aunay-sur-Odon                           | Courvaudon                                                        |
| Ondefontaine                                               | Roucamps                                 | Bonnemaison                                                       |

## Toponymie
Le toponyme est attesté sous la forme castellum Alnei en 1142. Il est issu du latin Alnus, « aulne ».
En 1895, Aunay devient Aunay-sur-Odon. L'Odon longe l'agglomération à l'ouest.
Le gentilé est Aunais.

### microtoponymie
- Le hamel qui revient dans plusieurs toponyme est une forme ancienne du mot hameau
- Le maupas signale un mauvais passage, gué, col ou gorge
- La cour désigne un groupe d'habitation, une ferme. Elle est souvent suivie d'une nom de famille.
- La tannerie et autres désignent un village où cette activité était pratiquée (ici le travail du cuir)
- La garenne, les peupliers, le verger et autres reprennent des particularités du lieu ou son usage

## Histoire

### Antiquité
La ville est située sur un site déjà occupé à l'époque gallo-romaine, à la croisée des anciennes routes de Vieux à Avranches et de Bayeux à Condé-sur-Noireau.

### Moyen Âge
Le roman de Rou de Wace fait mention d'un sire d'Alnei ayant participé à la conquête de l'Angleterre aux côtés de Guillaume le Conquérant. 
Les vestiges de son château du XIIe siècle, surplombant le lieu-dit actuel du « Petit Pied du Bois », sont décrits dans le troisième tome de la Statistique monumentale du Calvados d'Arcisse de Caumont (1857). Agnès de Say, en se mariant avec Richard du Hommet vers 1140, lui apporte les fiefs de sa famille dont la baronnie d'Aunay.
La forteresse servira jusqu'à la guerre de Cent Ans et sera rasée sur ordre de Bertrand du Guesclin à la fin du XIVe siècle. Le bourg, implanté à deux kilomètres des ruines du château, s’est construit au fil du temps.
La ville est dotée en 1131 d'une abbaye fondée par Jourdain de Say et son épouse Luce des Monts-de-Lenque et Richard Ier du Hommet, connétable de Normandie. Savinienne à l'origine, elle devient cistercienne à la fin du XIIe siècle. Elle sera très endommagée par les guerres de Religion.

### Époque contemporaine
Le 22 août 1886, la ligne Caen - Aunay-Saint-Georges est ouverte. Elle est ensuite prolongée jusqu'à Vire le 1er juin 1891. Le transport des voyageurs sur la ligne de Caen à Vire est interrompu le 1er mars 1938. Le transport de marchandises est par la suite limité à Jurques, puis définitivement suspendu. La ligne est alors déclassée et déferrée. La rue de la Gare rappelle aujourd'hui cette ligne disparue.
Jusqu'en juin 1944, Aunay-sur-Odon abrite plusieurs types d’architectures, comme le colombage ou le style classique. Cet ensemble donnaient une identité pittoresque à la commune. Avant la Seconde Guerre mondiale, Aunay était déjà un village commerçant et agricole. Il y avait environ 1700 habitants qui participaient aux évènements de la commune, reconnus dans la région comme la foire au poulain, le carnaval ou encore la fête Notre-Dame.

#### La Seconde guerre mondiale
Après le succès du Débarquement, pendant la bataille de Normandie à la fin de la Seconde Guerre mondiale, l’objectif de l’aviation alliée est d’isoler le front normand, afin d’empêcher l’acheminement des renforts allemands pour une contre-attaque vers la tête de pont alliée. La tactique des choke points consiste alors à écraser les carrefours routiers. C'est à cause de cette position de carrefour, entre Caen et Vire d'une part, et entre Bayeux et Falaise d'autre part, mais aussi entre Condé-sur-Noireau, Thury-Harcourt et Villers-Bocage, qu’Aunay-sur-Odon, village de deux-mille habitants au sud-ouest de Caen, subit un calvaire avec quatre bombardements stratégiques alliés,. De plus, la commune est à proximité du Mont Pinçon, point culminant du Calvados, où se trouve une station de radio navigation allemande et les 276e et 326e divisions d'infanterie allemande.
- Le 11 juin, la commune est bombardée vers 9h du matin. Les routes de Condé et Thury sont coupées mais les alliés considèrent que c’est insuffisant[14].
- Deux autres vagues aériennes de l’aviation alliée détruisent tout le centre du bourg tuant une centaine d'habitants. La première le 12 juin 1944, vers 7 heures, dure moins de dix minutes. La ville devient un brasier. Le 13 juin, les Britanniques de la 7e Division Blindée, « Les Rats du Désert », se battent dans Villers-Bocage contre les blindés allemands. La contre-attaque est violente, les Britanniques décident de se replier en fin de journée. La retraite a lieu la nuit du 13 et la journée du 14 juin en direction de Livry. Afin de protéger le repli, il est décidé de rebombarder Aunay-sur-Odon. Une seconde vague de bombardement survient le mercredi 14 juin vers 6h30[14].
- Dans la nuit du 14 au 15 juin, la ville est totalement anéantie par une quatrième vague de bombardement, la plus violente, qui dure 35 minutes[19],[20]. 6500 tonnes de bombes incendiaires sont lâchées sur Aunay[14]. Ce raid très précis et dévastateur des Avro Lancasters du groupe n° 5 du Bomber Command, est organisé à la hâte à la demande de la Deuxième Armée, qui signale qu'Aunay contient de fortes concentrations de transports motorisés et de troupes allemandes.

Le clocher, chancelant, est le seul édifice restant. Dangereusement instable, il a été démoli peu de temps après pour des raisons de sécurité.
Les bombardements feront 165 morts parmi les habitants d’Aunay et laisseront une ville entièrement détruite. La 7e division blindée britannique « libèrent » les ruines de la ville le samedi 5 août 1944 dans le cadre de l’opération Bluecoat. Ce drame crée un profond et durable traumatisme parmi la population.

#### La Reconstruction

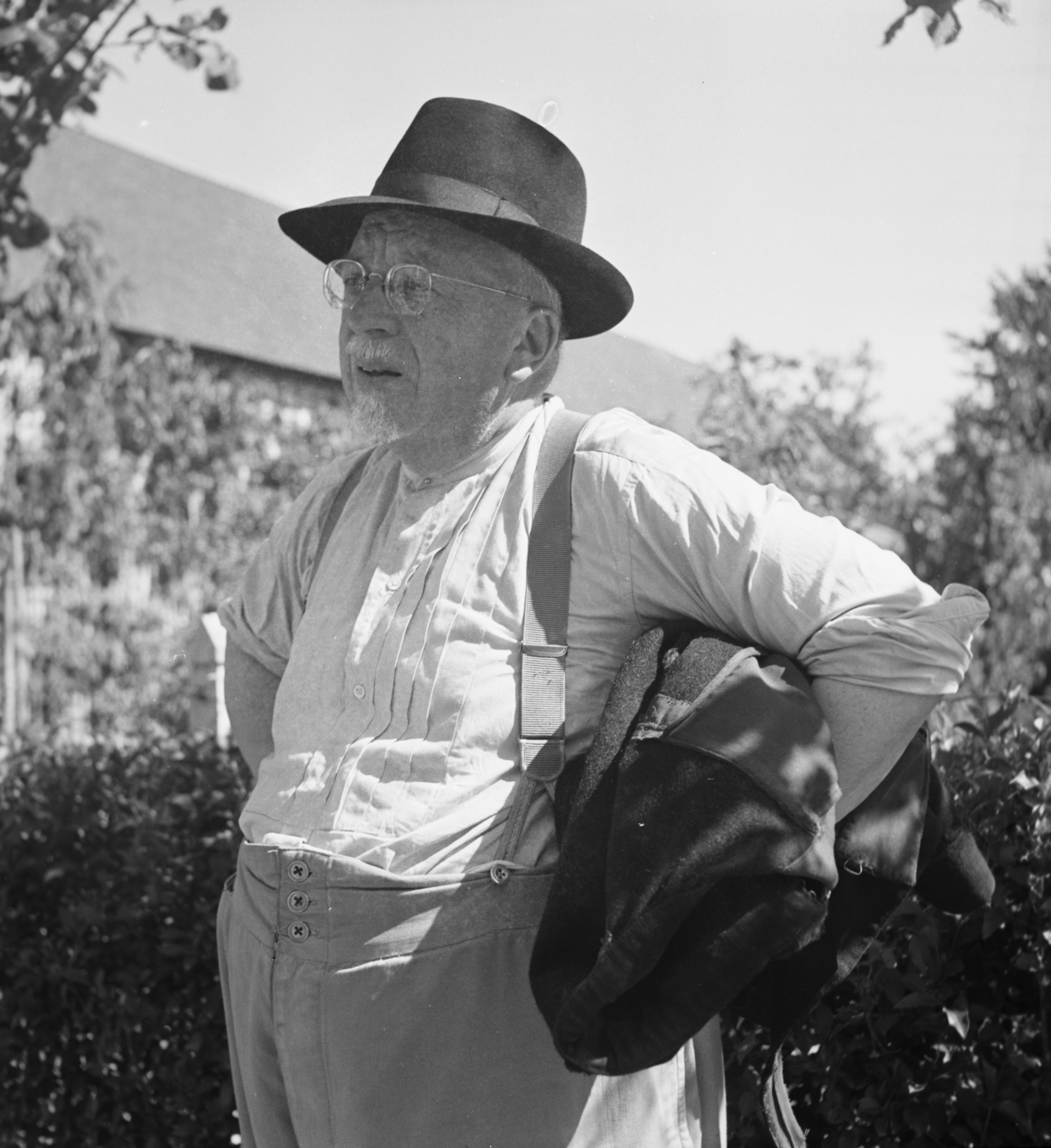
Louis Lacaine, maire d'Aunay de 1924 à 1965.

À Aunay-sur-Odon, les élus affirment leur volonté de reconstruire et de moderniser la ville. Pour cela, le maire, le Dr Louis Lacaine, nomme Paul Legrand, maire adjoint, comme représentant des sinistrés de la ville. La maitrise des outils administratifs règlementaires de la reconstruction par les élus permet aux sinistrés d’obtenir le droit à la réparation intégrale de leur bien immobilier. Médecin et directeur de l’hôpital d'Aunay, officier de la légion d’honneur et maire d’Aunay-sur-Odon depuis 1924, Louis Lacaine est une des figures majeures de la Reconstruction de la ville mais aussi du Calvados. Étant conseiller général du Calvados ainsi que membre de cinq commissions de la Reconstruction (agriculture, communes sinistrées, coopérative des églises sinistrées, sous-commission des travaux et matériaux, bâtiments travaux publics), sa position lui permet une mise en place rapide des financements pour reconstruire Aunay. En 1947, il obtient un emprunt MRU (Ministère de la Reconstruction) garanti par l’État pour la reconstruction d'Aunay-sur-Odon qui se met en place rapidement.
La première pierre de la nouvelle ville, située rue du 12 juin 1944, est posée le 23 novembre 1947 par M. Jean Kerisel, directeur général au ministère de la Reconstruction et de l'Urbanisme. Plusieurs invités politiques sont alors présents dont des membres du ministère et du département : M. Gosselin, directeur du même ministère, M. Blain, délégué départemental de la Reconstruction du
Calvados, M. Jean-Marie Louvel, député du Calvados, M. Max Martin, préfet du Calvados, et M. Laugier, sous-préfet de Vire. La reconstruction d'Aunay-sur-Odon est achevée dès 1951 sous la conduite de l'architecte caennais Pierre Dureuil.

##### Le deuxième Aunay une cité provisoire
En attendant les grands chantiers de la véritable reconstruction d’Aunay-sur-Odon, des premières mesures sont mises en place afin de répondre à l’urgence et à la nécessité immédiate de reloger les habitants. Deux mesures sont ainsi prises : le déblaiement de la ville afin de dégager les axes routiers et la construction d’une cité provisoire faite en bois. Cette cité provisoire construite dès 1945, est située au sud de l’ancienne Aunay-sur-Odon, à l’emplacement de l'actuelle caserne de l'escadron de Gendarmerie mobile, de façon à ne pas empiéter sur le chantier de la Reconstruction. Cette cité est organisée telle une petite ville avec des habitations, des commerces, des écoles, une église, une mairie, etc… Il existe alors différents types de baraquements : Français, Américains et plus tard Suédois, encore aujourd’hui visibles rue de Suède à Aunay. La cité provisoire est utilisée jusqu’en 1958 pour ensuite devenir une caserne militaire.

##### Les maisons suédoises
Au lendemain de la Seconde Guerre mondiale, le journaliste suédois Victor Vinde, ancien élève puis étudiant à Caen, est profondément ému par les destructions en visitant la ville et la région. Il fait jouer ses réseaux parmi les industriels suédois et la famille royale qu'il connaît bien, et lance une campagne de presse. Ses articles publiés dans le journal Göteborgs Handels- och Sjöfartstidning, dans lesquels il décrit la misère en Normandie, touchent de nombreux Suédois dont le prince Bertil de Suède, qui fait un plaidoyer au roi de Suède pour aider la population normande et plus particulièrement celle du Calvados. Cela aboutit à une opération de secours suédoise de Save the Children. Le gouvernement suédois fait don aux sinistrés du département de 200 maisons jumelles livrées en kit par bateau au port de Caen. Cela représente quatre cents logements pour dix communes. Aunay-sur-Odon reçoit une vingtaine de ces maisons conçues par l’architecte Sven Ivar Lind, tout comme Bretteville-sur-Laize, Caen, Colombelles, Condé-sur-Noireau, Fleury-sur-Orne, Lisieux, Mézidon, Saint-André-sur-Orne et Thury-Harcourt.
Elles sont faites en bois avec un basement en moellons de pierre issues des ruines de l’ancien Aunay, et possèdent des toits en ardoise à quatre pans débordant largement sur un jardin. Destinées initialement pour être provisoires, elles demeurent encore de nos jours dans le quartier des maisons suédoises, et sont occupées depuis 1948. Elles sont également les témoins des innovations techniques des habitations à cette époque avec l'installation de l'électricité, de l'eau courante, du téléphone, d'une salle de bain, etc …

## Politique et administration

### Tendances politiques et résultats
Candidats ou listes ayant obtenu plus 5 % des suffrages exprimés lors des dernières élections politiquement significatives :
- Européennes 2014[25] (37,60 % de votants) : FN (Marine Le Pen) 42,09 %, UMP (Jérôme Lavrilleux) 17,02 %, UDI - MoDem (Dominique Riquet) 9,25 %, PS-PRG (Gilles Pargneaux) 9,12 %, EÉLV (Karima Delli) 6,7 %.
- Législatives 2012[26] :
  - 1er tour (53,80 % de votants) : Alain Tourret (PRG) 42,12 %, Jean-Yves Cousin (UMP) 36,41 %, Marie-Françoise Lebœuf (FN) 13,86 %.
  - 2e tour (54,57 % de votants) : Alain Tourret (PRG) 52,88 %, Jean-Yves Cousin (UMP) 47,12 %.
- Présidentielle 2012[27] :
  - 1er tour (79,06 % de votants) : François Hollande (PS) 30,96 %, Marine Le Pen (FN) 22,17 %, Nicolas Sarkozy (UMP) 21,99 %, François Bayrou (MoDem) 9,64 %, Jean-Luc Mélenchon (FG) 8,11 %.
  - 2e tour (78,70 % de votants) : François Hollande (PS) 54,62 %, Nicolas Sarkozy (UMP) 45,38 %.

### Liste des maires
Le conseil municipal était composé de vingt-trois membres, dont le maire et six adjoints.

### Gendarmerie

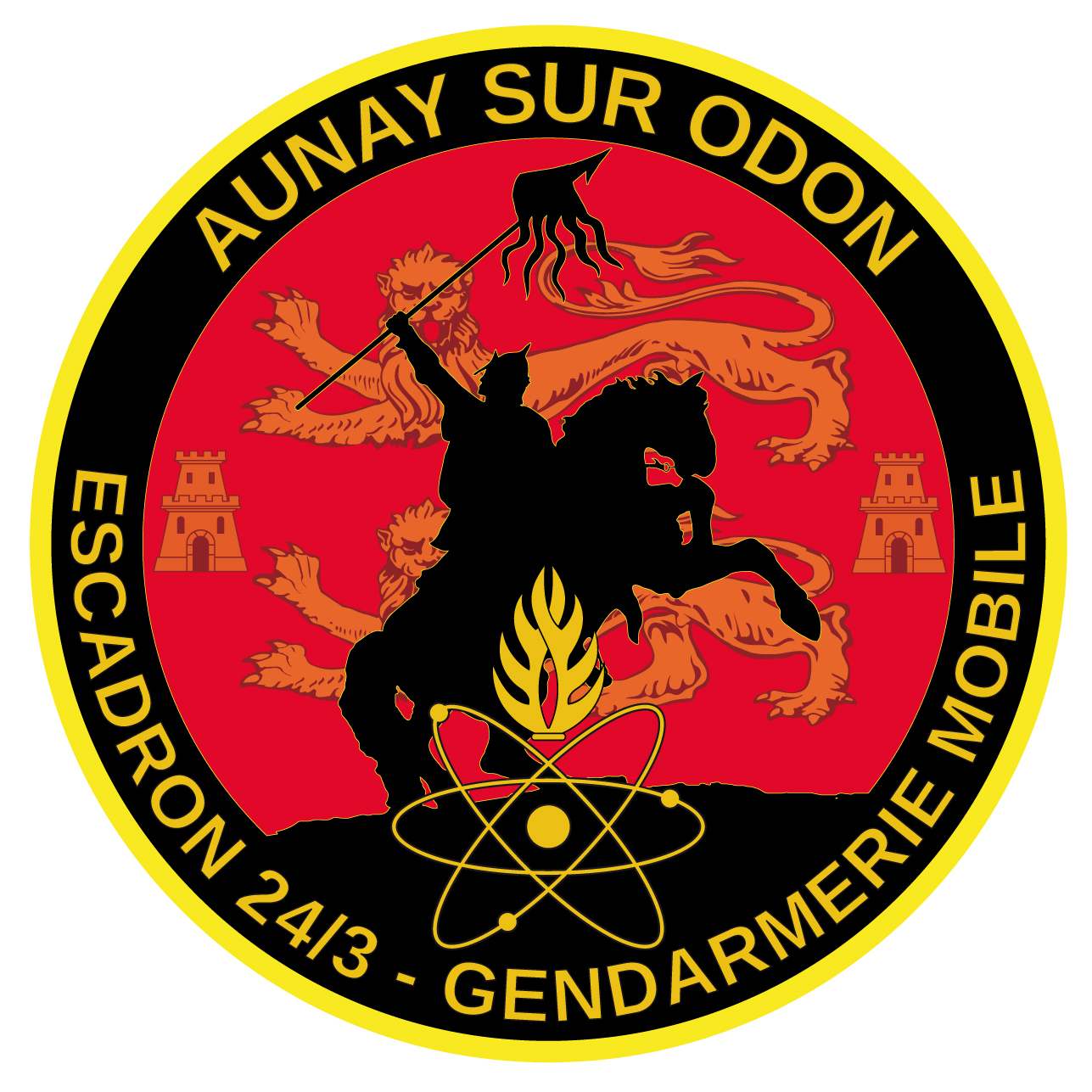
L'écusson de l'escadron de gendarmerie mobile 24/3.

Un escadron du groupement II/3 de Gendarmerie mobile, l'EGM 24/3 (spécialisé dans l'escorte de matière nucléaire d'origine civile), est caserné à Aunay-sur-Odon. Par ailleurs, une caserne de Gendarmerie départementale est présente regroupant le commandement de la communauté de brigade locale composée de celle de proximité du Bény-Bocage et celle de proximité, sur place, d'Aunay-sur-odon.

### Enseignement
Aunay-sur-Odon dispose d'une école maternelle publique et d'une école élémentaire publique. L'enseignement secondaire y est transmis au sein du collège Charles Lemaître qui accueille également une section d'enseignement général et professionnel adapté.
Après les bombardements de 1944, Aunay-sur-Odon est dépourvu d'écoles. En attendant la Reconstruction, un ensemble de baraquements est installé pour accueillir les enfants dans cette « ville de bois ». Le 9 avril 1949, le ministre de la Reconstruction, Eugène Claudius-Petit, pose la première pierre du futur groupe scolaire dans une cité à moitié relevée. Il s'agit d'un bel ensemble de deux grands bâtiments dont les plans ont été dessinés par l'architecte Henri Mouillard : un pour les garçons, l'autre pour les filles, avec six salles de classes chacun, dotée d'un confort appréciable. L'inauguration a lieu le 21 décembre 1951 sous la présidence d'André Marie, ministre de l'Education nationale, accueilli par les autorités locales et les élèves qui entonnent la Marseillaise pour l'occasion. Dans son discours, le ministre salue la mémoire du corps enseignant disparu pendant la bataille de Normandie. Après la visite des bâtiments, le Docteur Lacaine, maire d'Aunay-sur-Odon, lui présente les plans de la future école maternelle et du futur cours complémentaire qui sera doté d'un internat.
L’école élémentaire est la plus grande école élémentaire du département en termes de volume. Il s’agit d’un ensemble composé de deux bâtiments, un pour les garçons un pour les filles, parfaitement identiques. La structure est en béton couvert d’un parement en pierre de Caen afin de créer une cohérence architecturale avec l’ensemble de la commune. Le bâtiment au fond de la cour est une reconstruction hybride car il y a un mélange de reconstruction traditionnelle et moderne.

## Le cinéma Paradiso
Avant les bombardements de la ville, la salle des fêtes de l’hôtel de ville se
transformait parfois en salle de projection. Lors de la Reconstruction, la création d’équipements dédiés aux loisirs et au sport est devenu indispensable. Un cinéma et un petit parc sont donc réalisés. Le cinéma Paradiso est construit place de l'hôtel de ville en 1954 par les architectes Claude Berson et Henri Mouillard, selon les codes de la Reconstruction traditionnelle par sa volumétrie et moderne par l’emploi des matériaux utilisés comme le béton.

## Démographie
En 2021, la commune comptait 3 168 habitants, en évolution de −2,91 % par rapport à 2015 (Calvados : +1,58 %, France hors Mayotte : +2,11 %).
| 1793  | 1800  | 1806  | 1821  | 1831  | 1836  | 1841  | 1846  | 1851  |
| ----- | ----- | ----- | ----- | ----- | ----- | ----- | ----- | ----- |
| 1 394 | 1 807 | 1 888 | 2 007 | 1 984 | 2 033 | 1 975 | 2 064 | 2 102 |

| 1856  | 1861  | 1866  | 1872  | 1876  | 1881  | 1886  | 1891  | 1896  |
| ----- | ----- | ----- | ----- | ----- | ----- | ----- | ----- | ----- |
| 2 042 | 2 005 | 2 057 | 1 921 | 1 925 | 1 948 | 1 898 | 1 858 | 1 854 |

| 1901  | 1906  | 1911  | 1921  | 1926  | 1931  | 1936  | 1946  | 1954  |
| ----- | ----- | ----- | ----- | ----- | ----- | ----- | ----- | ----- |
| 1 808 | 1 741 | 1 670 | 1 450 | 1 601 | 1 618 | 1 676 | 1 145 | 2 644 |

| 1962  | 1968  | 1975  | 1982  | 1990  | 1999  | 2006  | 2008  | 2013  |
| ----- | ----- | ----- | ----- | ----- | ----- | ----- | ----- | ----- |
| 3 154 | 3 117 | 2 905 | 3 035 | 2 878 | 2 902 | 2 939 | 2 949 | 3 275 |

| 2018  | 2021  | - | - | - | - | - | - | - |
| ----- | ----- | - | - | - | - | - | - | - |
| 3 209 | 3 168 | - | - | - | - | - | - | - |

## Économie et tourisme
Aunay-sur-Odon fait partie de la destination touristique du Bocage normand. Visite de la ville guidée à partir de l'office de tourisme, sentiers de randonnée pédestre et VTT, porte d'entrée de la Suisse normande.

## Lieux et monuments
- Abbaye d'Aunay, vestiges de l'abbatiale cistercienne du XIIe siècle. En 1173, Richard du Hommet, fait don de biens et revenus très important pour sa fondation[13].
- Vestiges d'une motte féodale circulaire du XIe siècle, à 2 km au sud, dominant la vallée de l'Odon, au Petit-Pied-du-Bois. Le tertre, dont le diamètre à la base est de 50 m et au sommet de 36 m, est renforcée au nord par deux enceintes successives (deux basses-cours dans le prolongement l'une de l'autre, séparées par un fossé[37]). En 1999, les talus de l'enceinte située la plus au nord ont été arasés. Au sommet de la motte, subsiste, en son centre un puits maçonné, des fondations de murs et les restes d'un four domestique[13].

Au XIe siècle, le seigneur d'Aunay se distingue lors de la bataille d'Hastings en 1066. Il fait construire, au sud-est du bourg actuel, sur le versant nord des monts de Leinque, un château qui sera détruit en 1145, lors des luttes contre Geoffroy Plantagenêt, et, qui servira de forteresse locale jusqu'au XIVe siècle, période à laquelle les Anglais ravagent la contrée.
Au début de la guerre de Cent Ans, le château est occupé par des bandes de routiers, que Du Guesclin reprend en échange d'une somme importante. Il fait raser la forteresse en mai 1363.

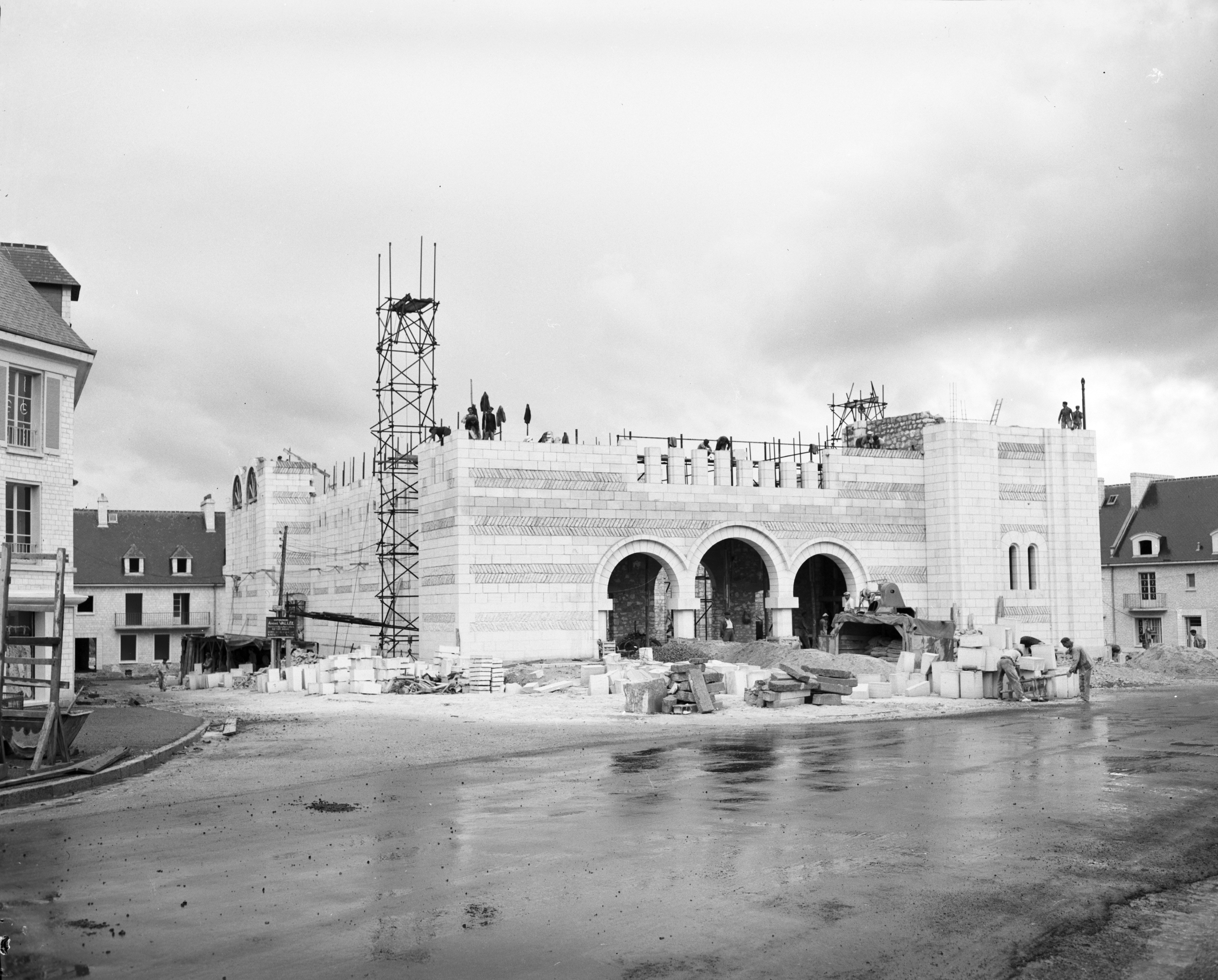
L'église Saint-Samson, le 30 décembre 1951 lors de sa construction…
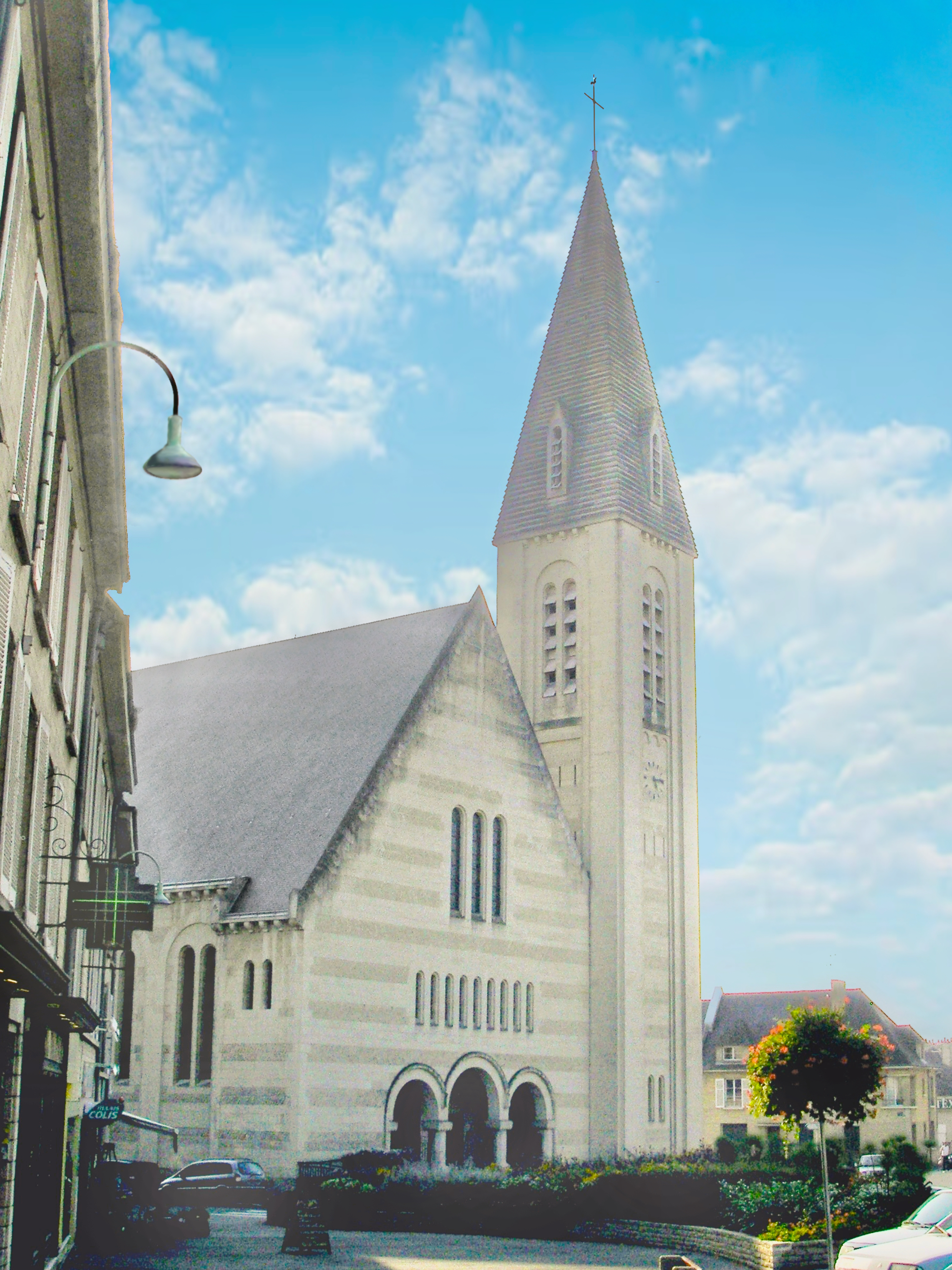
… et le 6 octobre 2007, labellisée « Patrimoine du XXe siècle ».

- Église Saint-Samson du XXe siècle (reconstruction), labellisée « Patrimoine du XXe siècle ». Elle remplace l'ancienne église, également dédiée à saint Samson, presque entièrement détruite par les bombardements alliés en juin 1944. Arcisse de Caumont la datait de la fin du XVIe siècle. L'église reconstruite de 1949 à 1952 par l'architecte Pierre Chirole, est inspirée du modèle des églises romanes en croix latine. La structure est réalisée en béton armé doublée d’un remplissage en pierre calcaire. Sur la façade principale, les codes romans sont bien présents. La particularité est que les pierres sont posées en arête de poisson et les ouvertures sont en demi-arc de cercle tandis que les bas-reliefs réalisés par Lucien Fénaux ont une ligne simple. À droite de cette façade, un cloître fait l'autre particularité de cette église de la Reconstruction en référence à celui de l'abbaye cistercienne fondée au XIIe siècle et détruit à la Révolution. Afin de compléter le financement de la part du Ministère de la Reconstruction et de l'Urbanisme, le clocher a été réalisé grâce au financement d'une généreuse donatrice, Mme Blanche Hallez[22].

Les vitraux de l’église ont été réalisés entre 1950 et 1952. Le programme iconographique a été réalisé par une équipe qui associe quatre artistes dirigés par Jacques Le Chevalier : Jacques Le Chevallier lui-même, responsable du programme, Maurice Rocher, Paul et Jacques Bony (maîtres verriers). Ce programme représente de manière cohérente les protecteurs de la Normandie. * Le chœur, réalisé par Jacques Bony, est organisé en onze lancettes consacrées au thème eucharistique ainsi qu’à la création du monde. * Le transept se compose de part et d’autre d’une rosace et de quatre lancettes. On constate deux sujets, l’incarnation en hommage à Marie et la rédemption en référence à la Gloire du Christ. Cet ensemble est réalisé par Jacques le Chevallier. * La nef est constituée de vingt lancettes représentant des saints vénérés ou nés en Normandie. Elle a été façonnée par trois artistes différents. La partie côté cloître est signée Maurice Rocher et l’autre partie est confectionnée par Paul Bony et sa femme Adeline Herbert Stevens (maître verrier de plusieurs artistes de renom comme Henri Matisse, Marc Chagall ou Georges Braque). * Différentes sculptures de Lucien Fenaux sont présentes dans cette église : le maître-autel sur lequel on retrouve le Tétramorphe, les fonts baptismaux, les chapiteaux de la colonnade qui sont une représentation de la Semaine sainte, deux chapelles du transept, l’une étant à l’effigie de la Vierge, avec la statue de Marie, et la seconde étant une représentation du Sacré Cœur avec la statue du Sacré-Cœur de Jésus. Le Christ en croix situé rue de Caen est également de ce sculpteur. Lucien Fénaux est titulaire du grand prix de Rome en 1943. Il a ensuite également séjourné à la villa Velasquez entre 1949 et 1950 avant de commencer son œuvre sur l’église Saint-Samson d'Aunay-sur-Odon. La nouvelle église Saint-Samson d'Aunay-sur-Odon est consacrée en 1952 par l'abbé Édouard Sirou, curé de la paroisse.

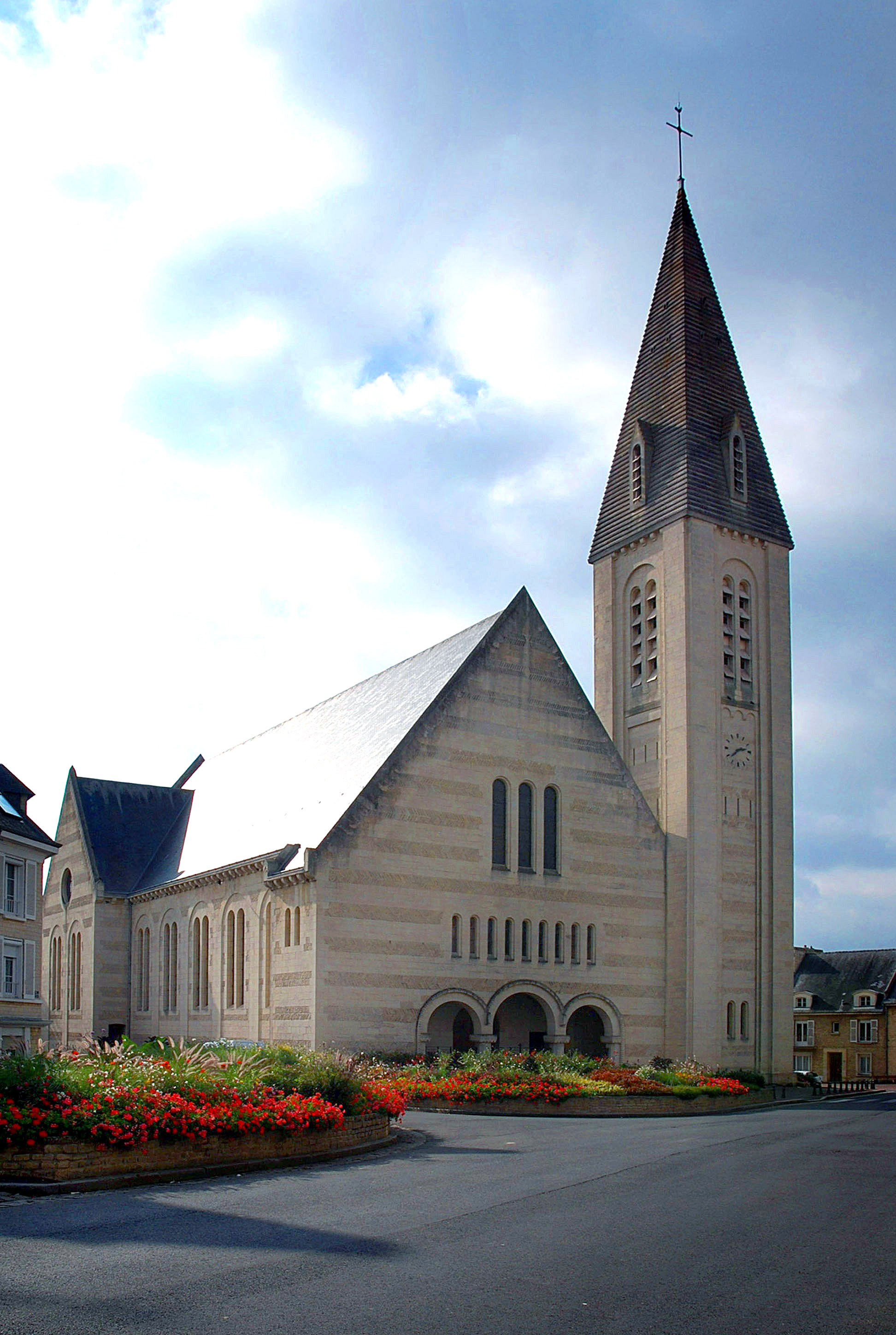
L'église Saint-Samson. Vue de la façade.
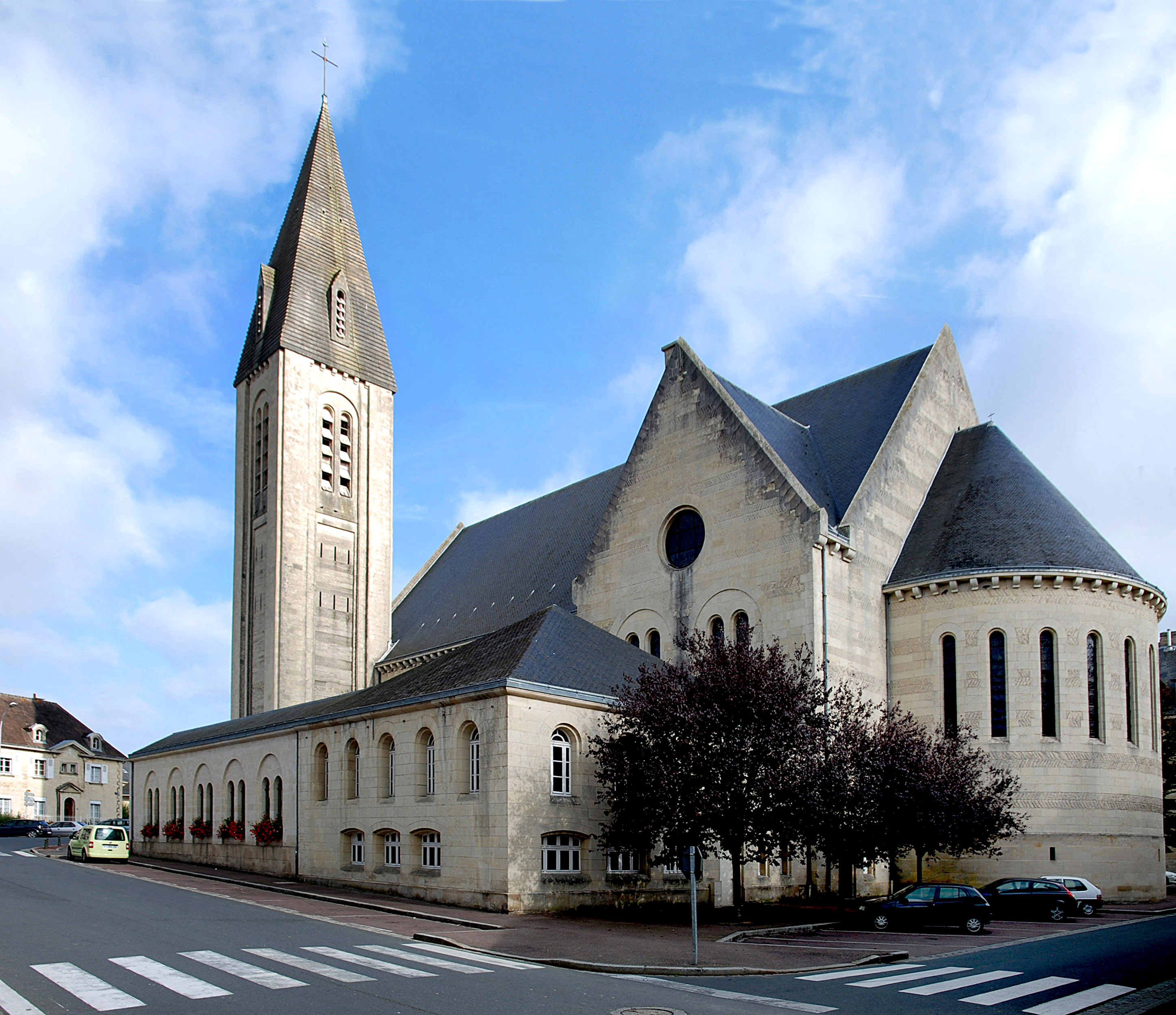
L'église Saint-Samson. Vue extérieure sur le chevet et le cloître.
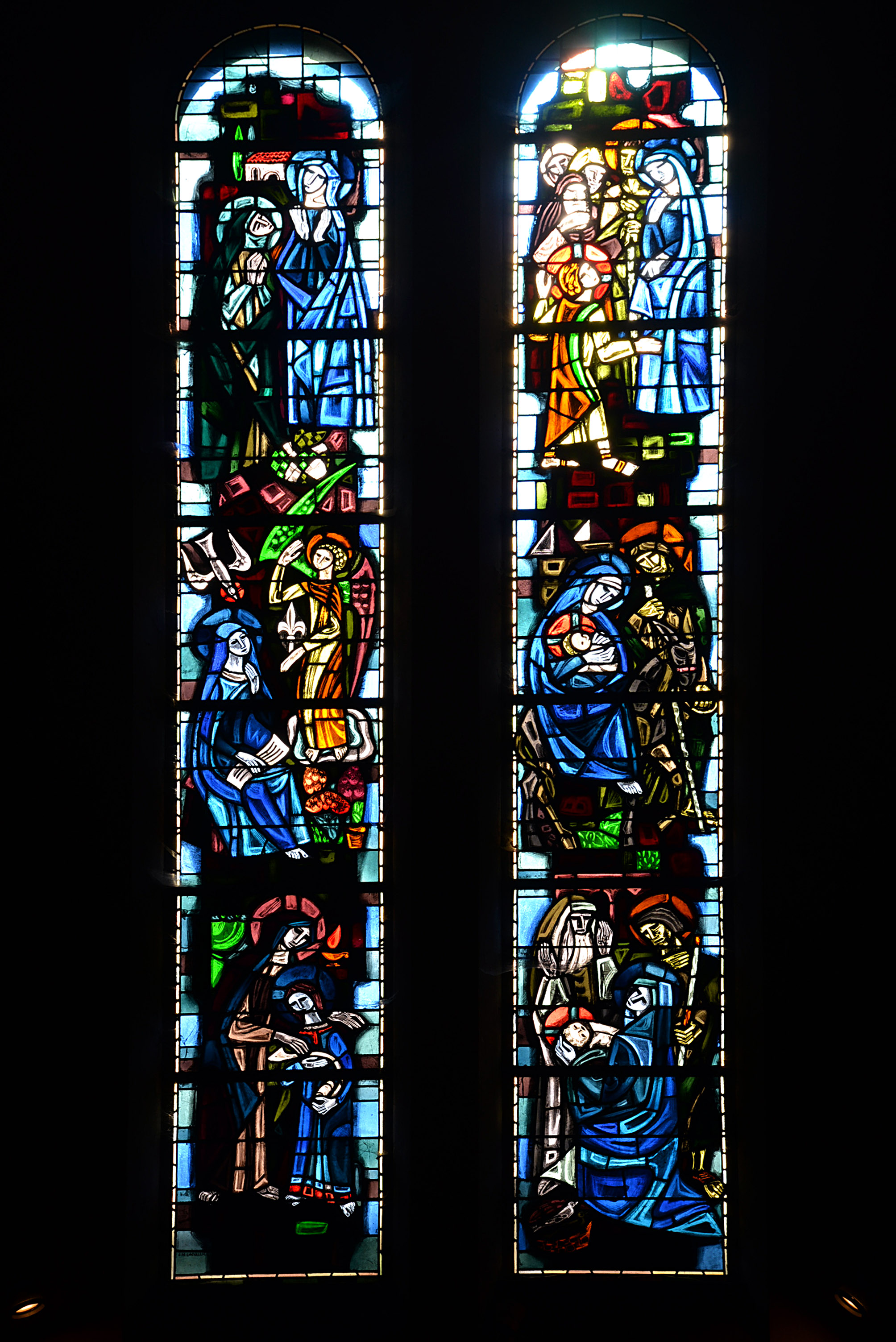
Vitraux du transept est à gauche. Hommage à la Vierge (1952).
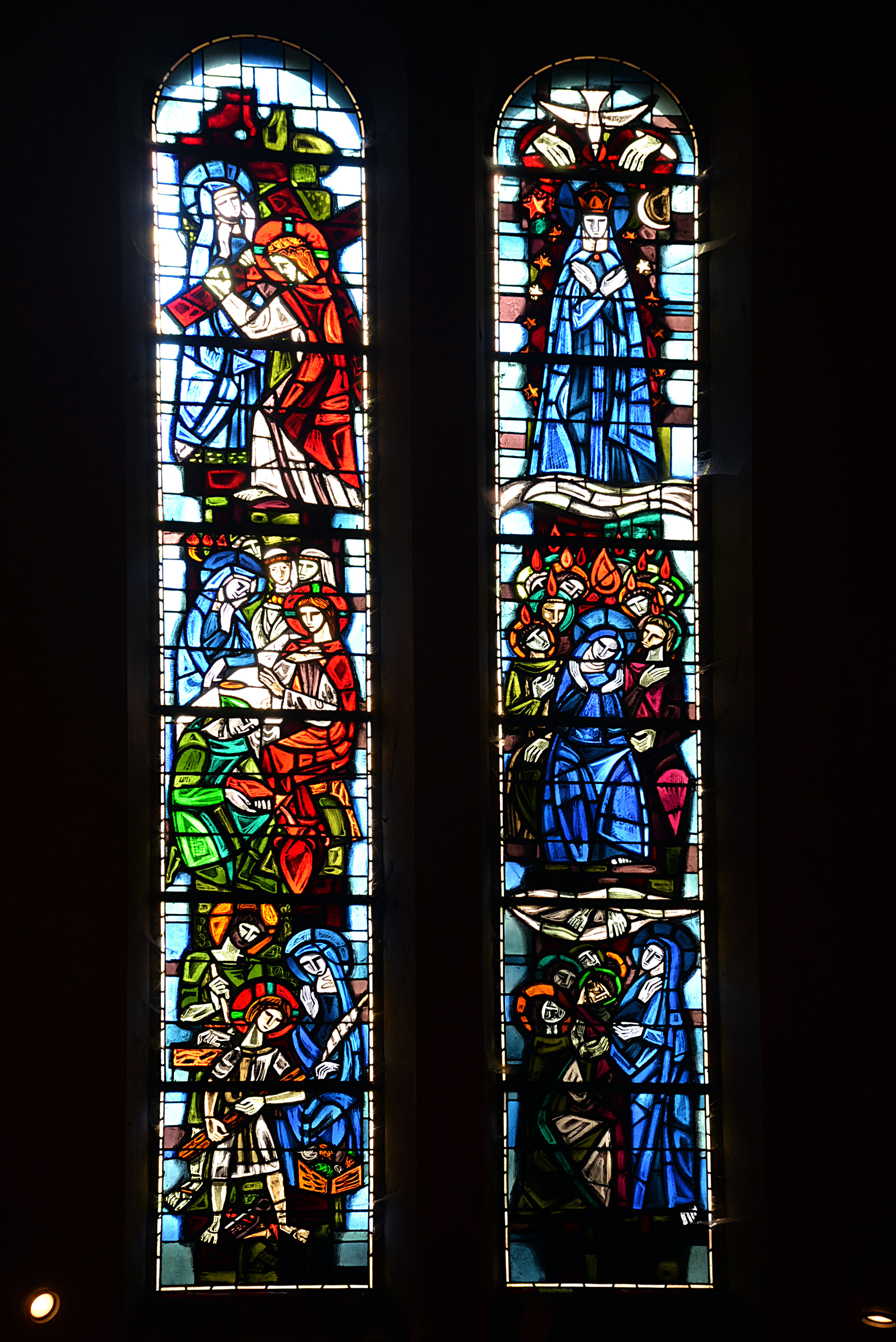
Vitraux du transept est à droite. Hommage à la Vierge (1952).
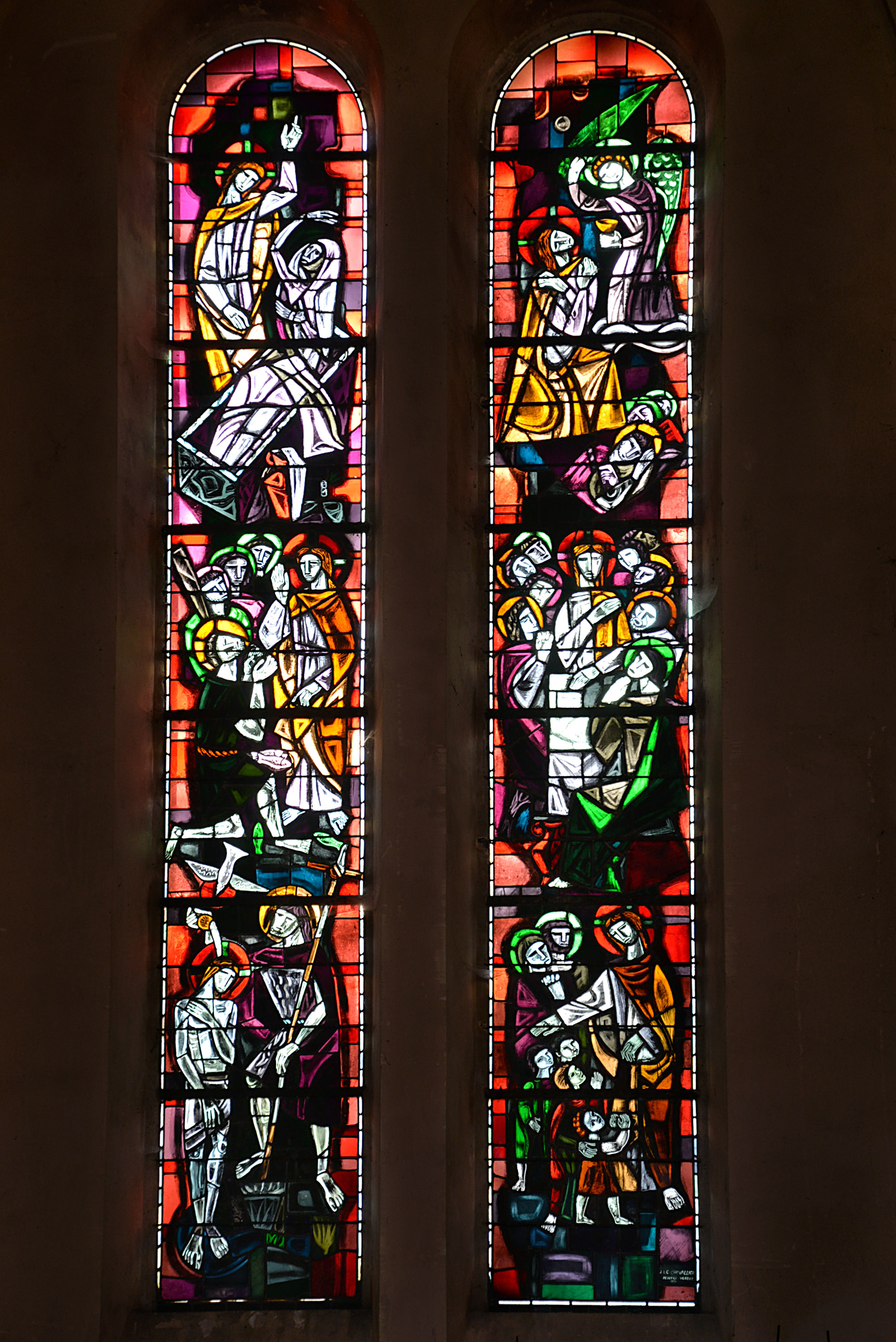
Vitraux du transept ouest à droite.  Gloire au Christ (1952).
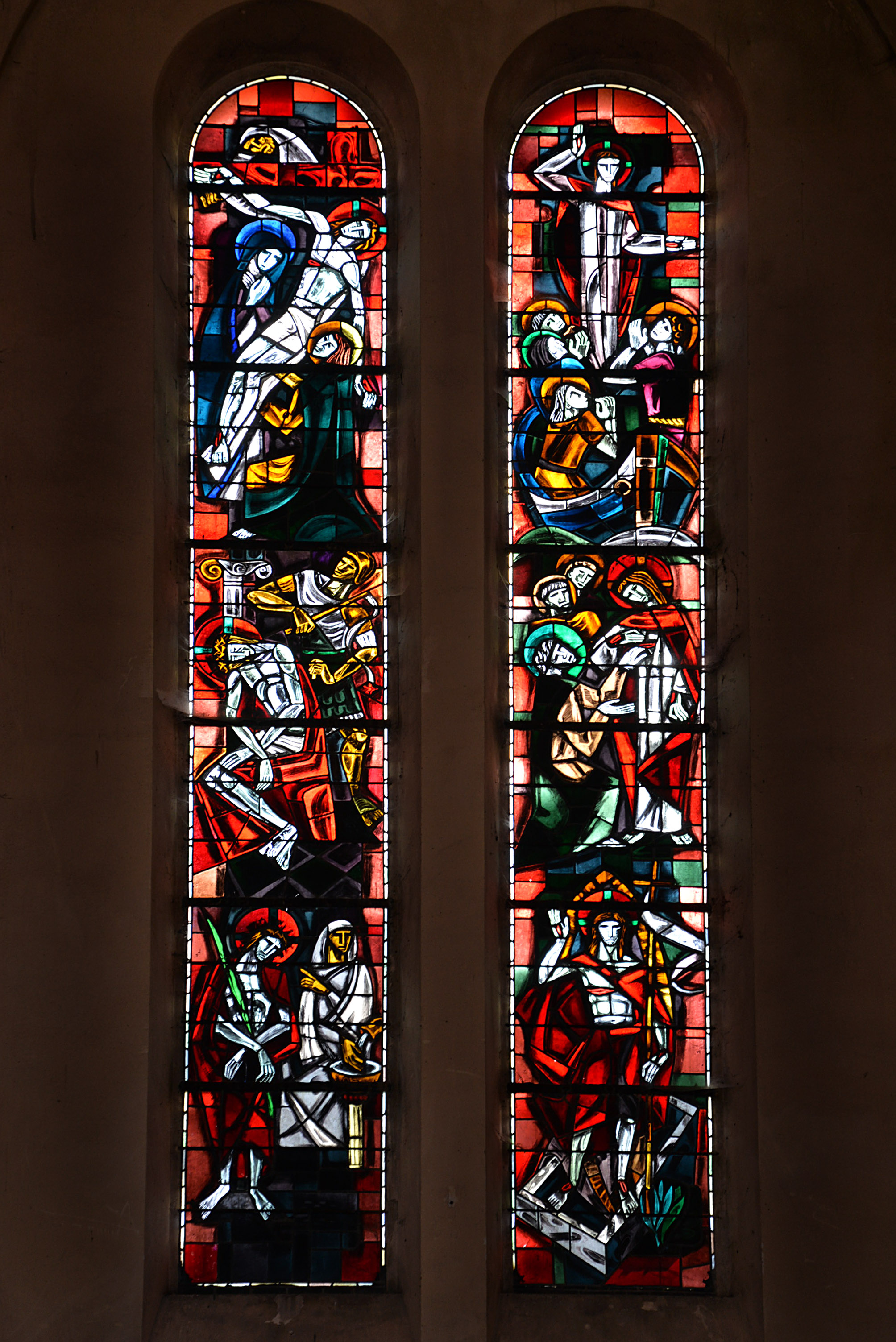
Vitraux du transept ouest à droite.  Gloire au Christ (1952).
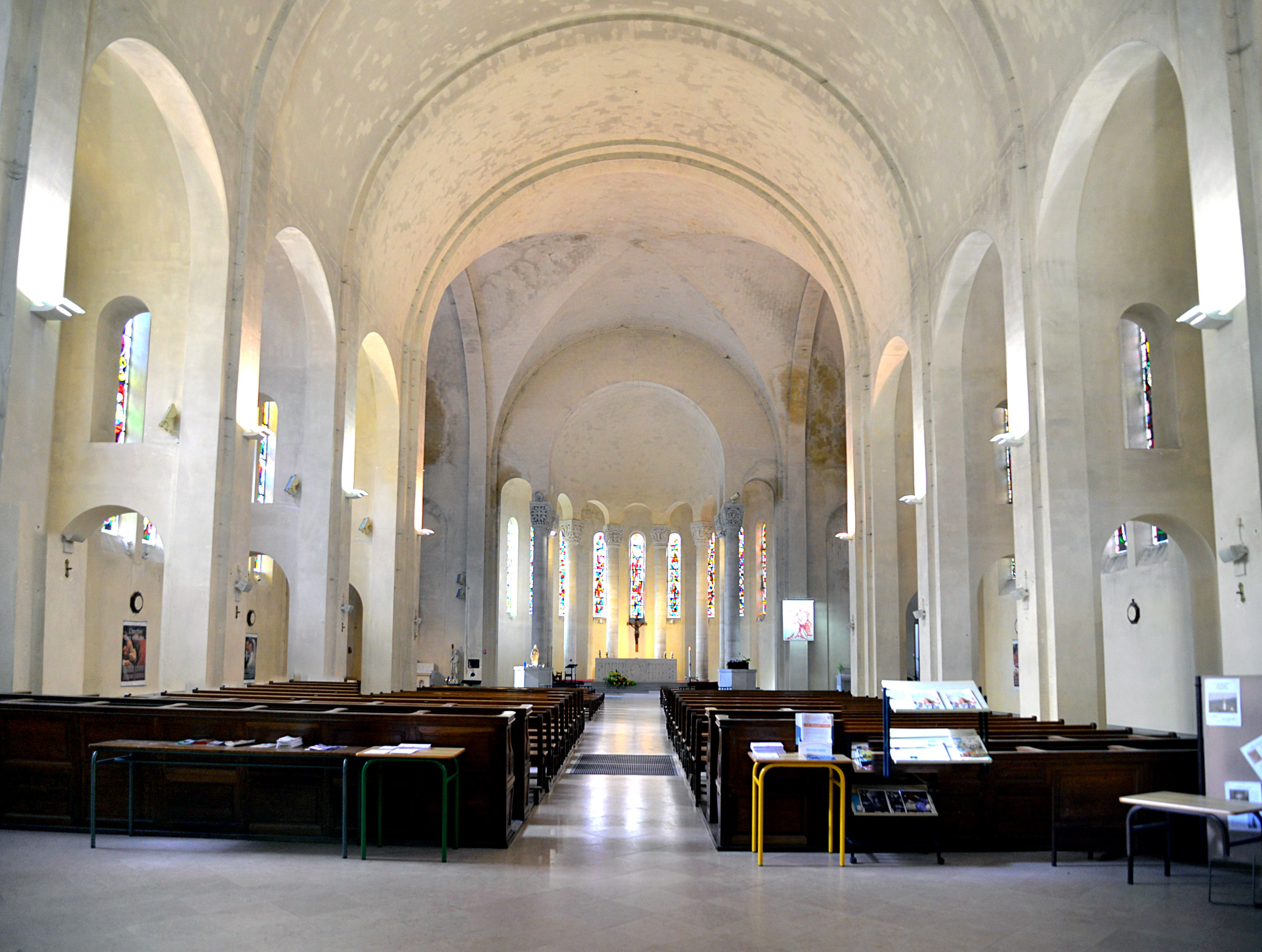
La nef de l'église.
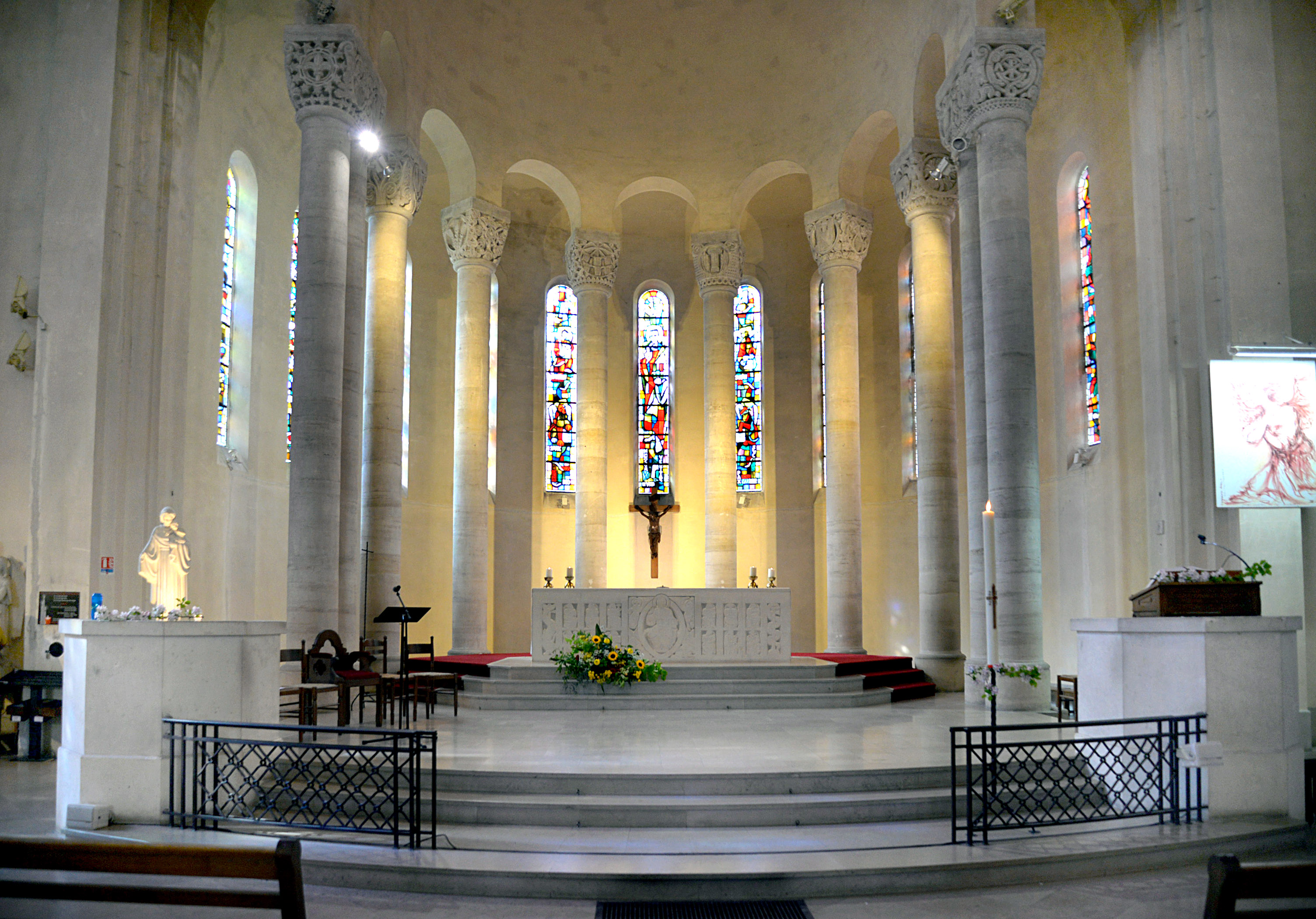
Le chœur de l'église.
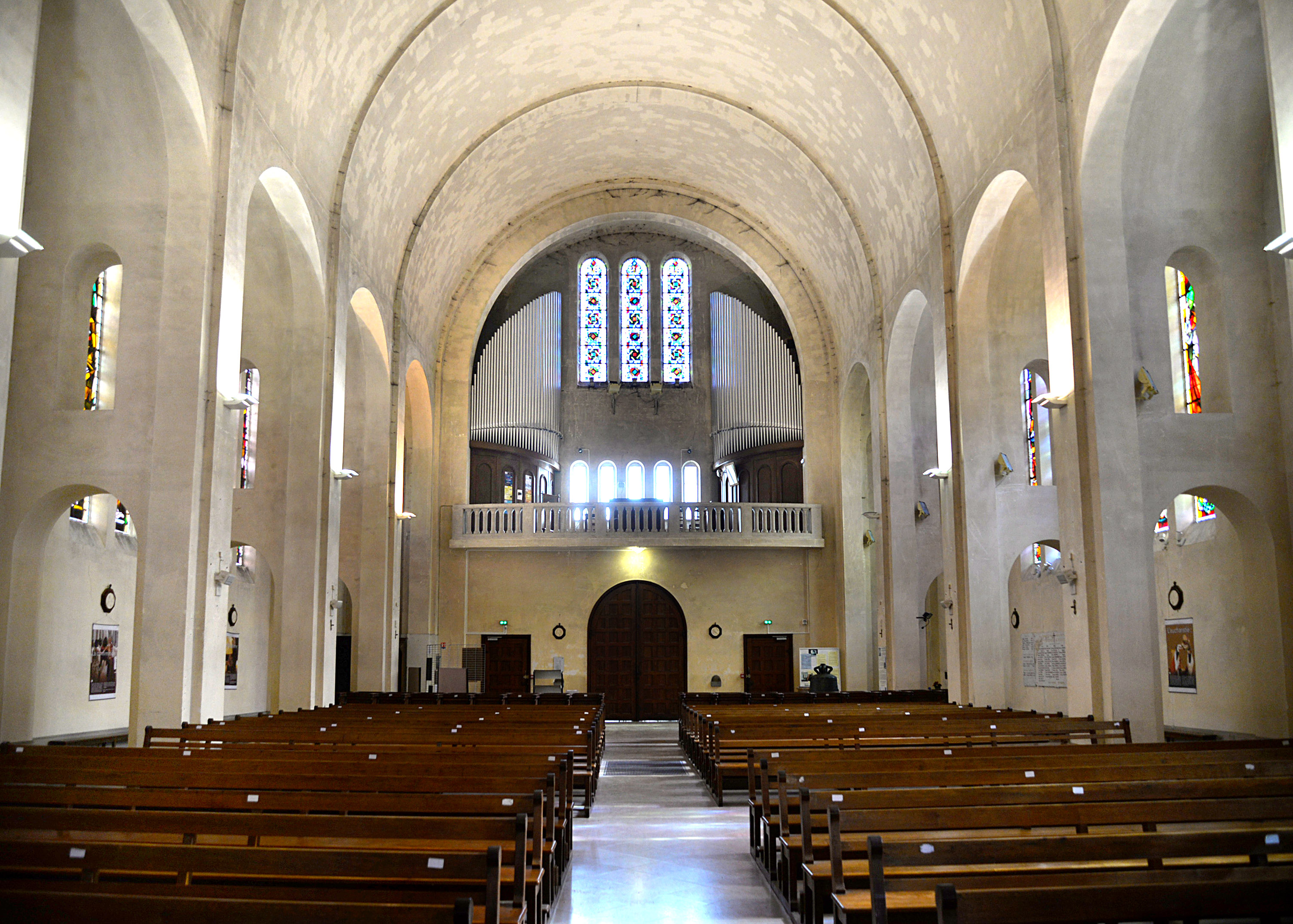
La  nef vue depuis le chœur de l'église. On voit l'orgue de tribune Jacquot-Lavergne (1957).
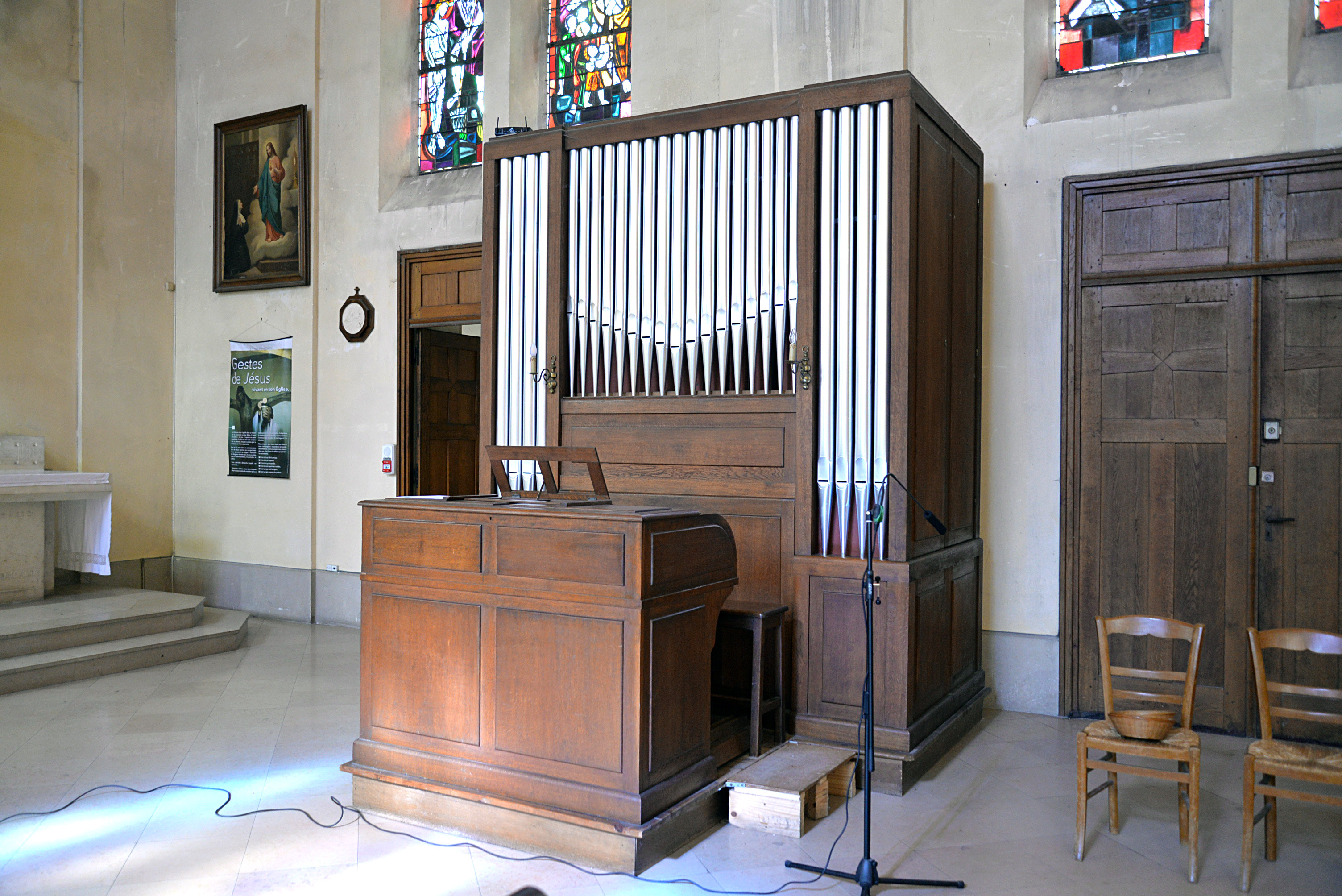
L'orgue de chœur Jacquot-Lavergne (1946).
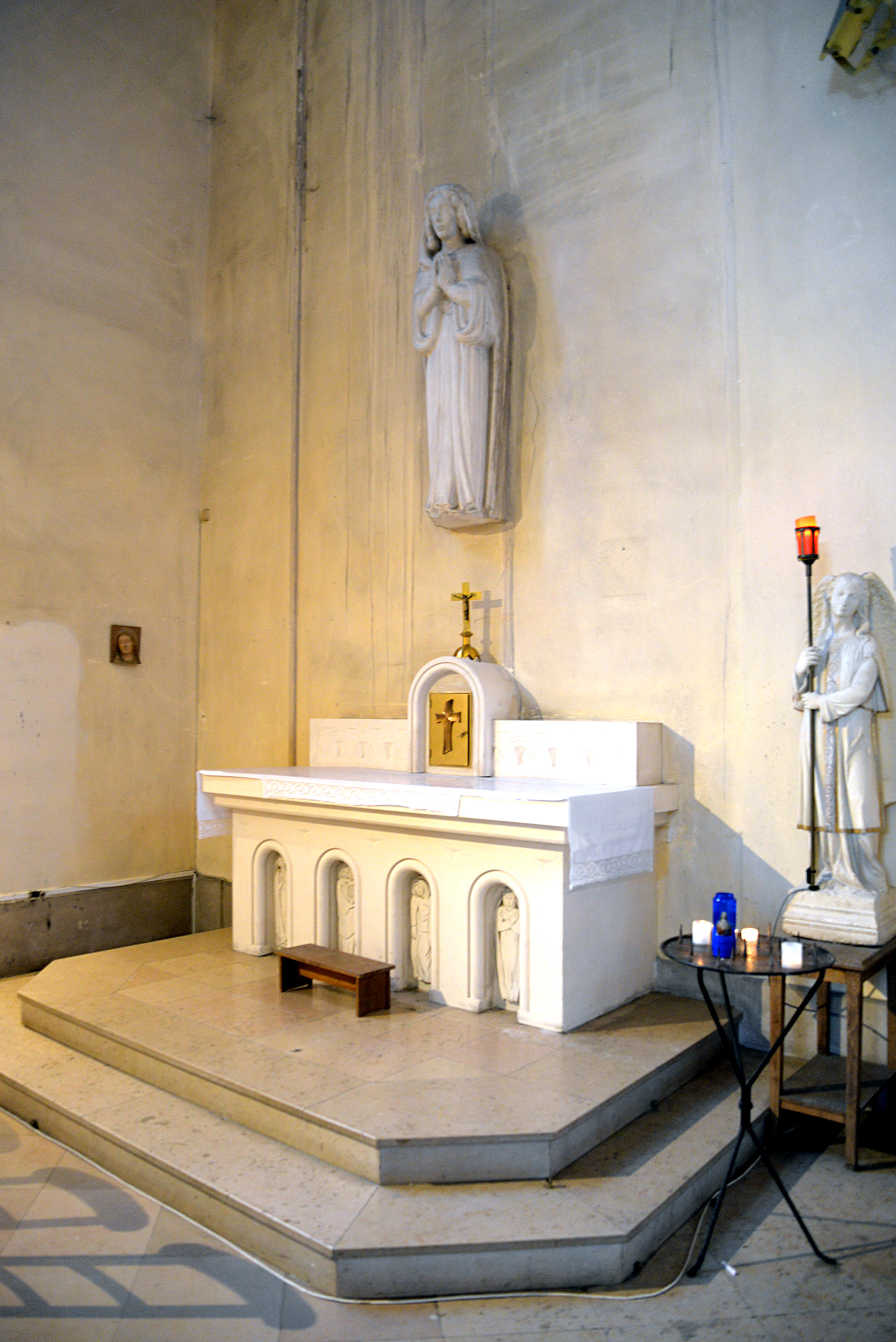
Chapelle dédiée à la Vierge dans le transept est.
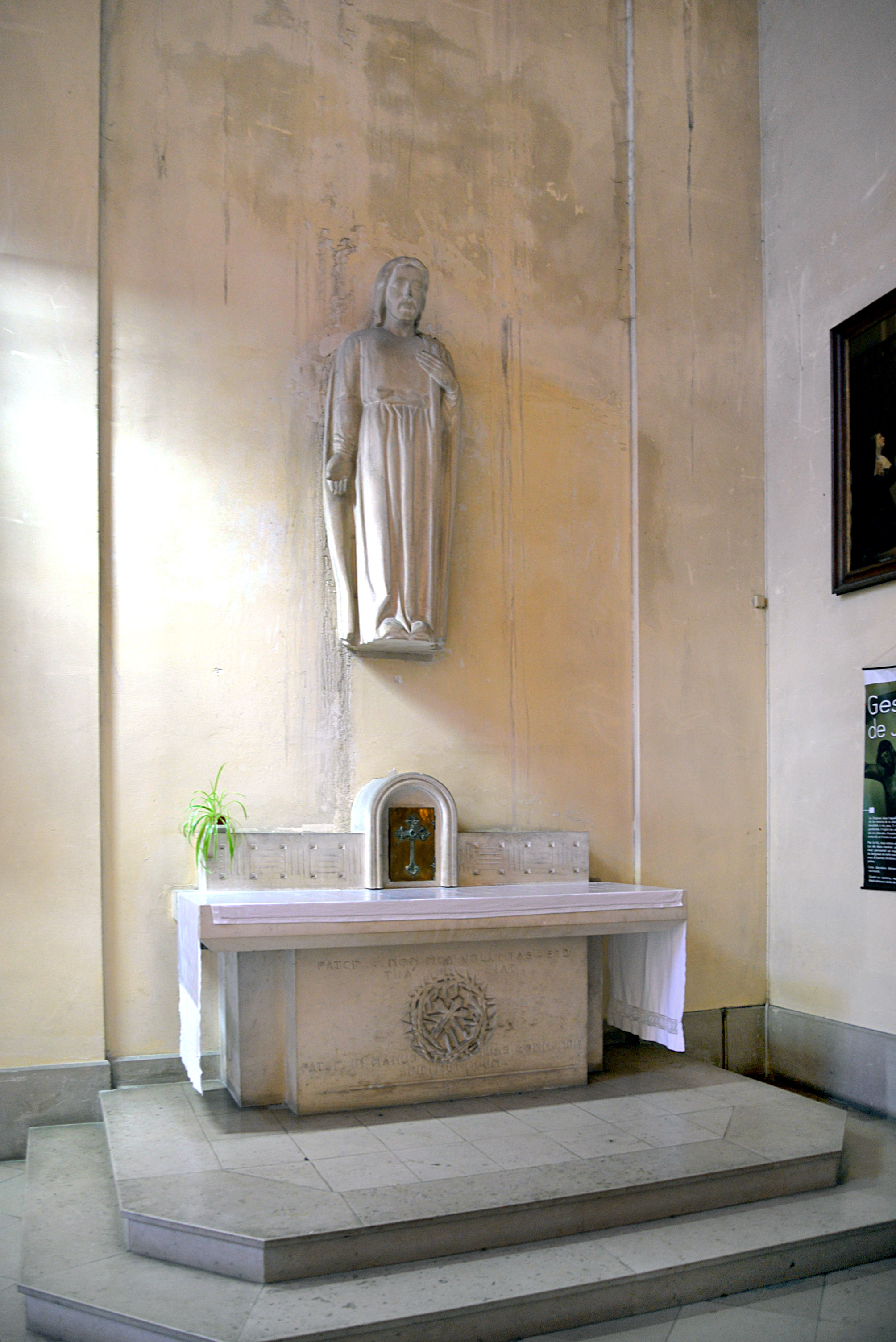
Chapelle dédiée au Sacré-Cœur de Jésus dans le transept ouest.
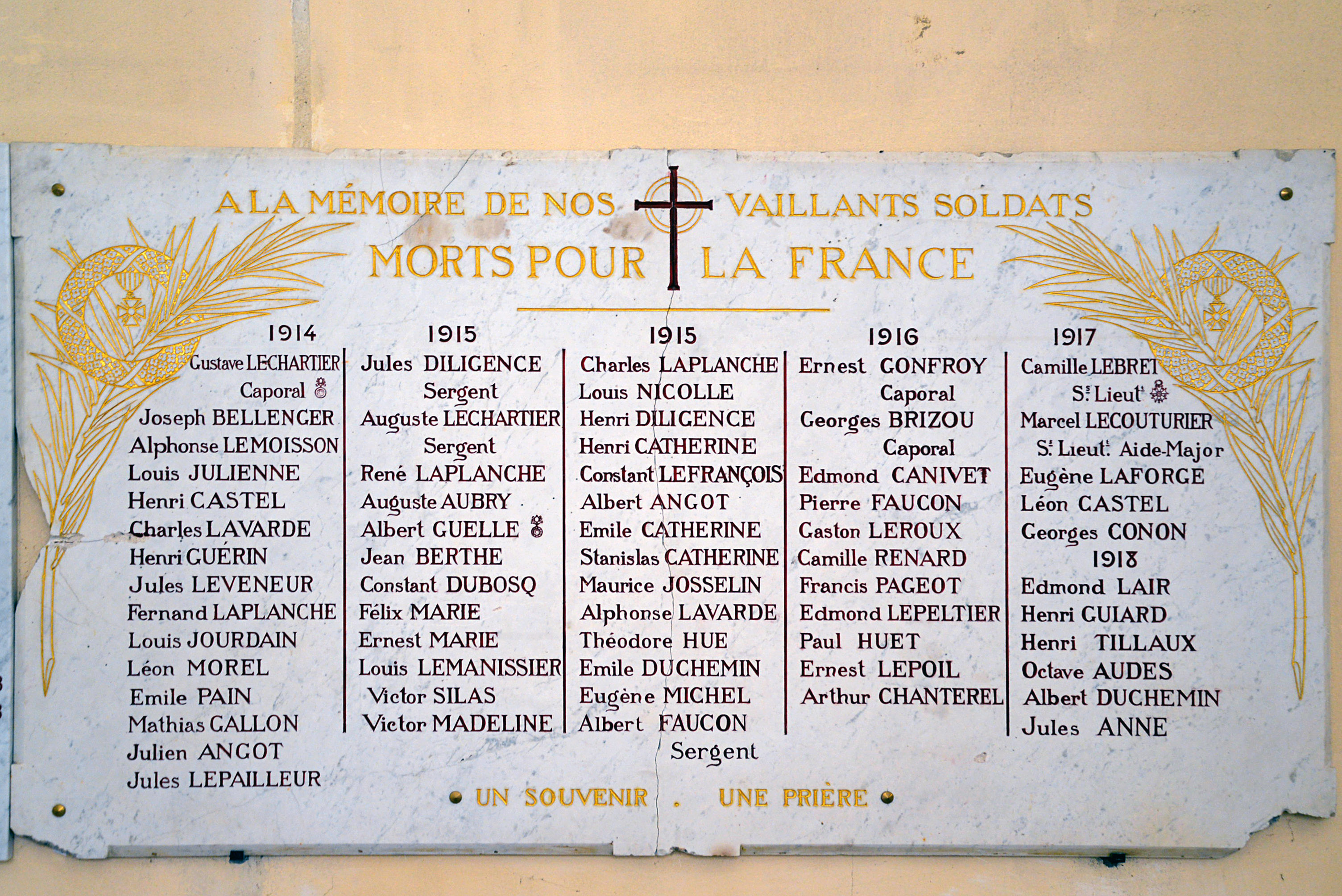
Plaque commémorative 14-18 dans l'église.

## Activité et manifestations
- La commune est une ville fleurie (deux fleurs) au concours des villes et villages fleuris[40].
- L'association AIPOS organise chaque année une saison culturelle dans les communes d'Aunay-sur-Odon et de Villers-Bocage. Musique, théâtre, danse… les spectacles sont généralement tout-public. Le spectacle d'ouverture de saison est généralement gratuit. Les autres nécessitent un abonnement ou l'achat d'entrée à l'unité.
- Le Cinéma Paradiso, à fonctionnement associatif, propose des films récents à l'affiche.

### Sports
L'Union sportive Aunay-sur-Odon fait évoluer une équipe de football en ligue de Basse-Normandie et une deuxième en division de district.
Le Club des sports et des loisirs d'Aunay-sur-Odon est, depuis 2007, le club sportif de l'escadron de gendarmerie mobile.
Le club d'athlétisme, l'Amicale laïque Aunay-Villers-Évrecy (ALAVE), fait courir les jeunes du canton depuis plus de quarante ans. Ce club est surtout réputé pour ses lanceurs de marteau plusieurs fois qualifiés aux championnats de France.
Aunay VTT permet aux adeptes du vélo tout terrain de pratiquer ce sport.

### Jumelages
- Holsworthy (Royaume-Uni) depuis 1976.
- Mömbris (Allemagne) depuis 1989, dans le cadre du jumelage Mömbris - Pré-Bocage.
- Cepari (Roumanie) depuis 2016.

## Personnalités liées à la commune

### Nées dans la ville
- Xénophon Hellouin (1820-1895), peintre, conservateur du musée des beaux-arts de Caen.
- Paul Tillaux (1834-1904), chirurgien et anatomiste.
- Charles Lelong (1891-1970), athlète spécialiste du 400 mètres, médaillé d'argent aux Jeux olympiques de 1912.
- Marie Langlois (1897-1986), syndicaliste et enseignante.
- Jean Besse (1943-), homme politique.
- Gordon Zola (1964-), écrivain parodique.
- Anaïs Bescond (1987-), biathlète, triple médaillée aux Jeux olympiques d'hiver de 2018.
- Annie Chevalier (1989-), joueuse de kayak-polo internationale.
- Jonathan Bertin (1996-), photographe ;

### Liées à la ville
- François Richard dit Richard-Lenoir (1765-1839) et Joseph Lenoir-Dufresne (1768-1806), propriétaires d'une filature à l'abbaye d'Aunay.
- Paul Anquetil y est mort en 1940.

### Héraldique
| Blason de Aunay-sur-Odon | Blason  | Burelé de gueules et d'argent de douze pièces. |
| Blason de Aunay-sur-Odon | Détails |                                                |